# Christopher Frank
Pour les articles homonymes, voir Frank.
Ne doit pas être confondu avec Christopher Franke.
Christopher Frank est un scénariste, dialoguiste, réalisateur, dramaturge et écrivain franco-britannique, né le 5 décembre 1942 à Beaconsfield (Angleterre) et mort le 19 novembre 1993 à Paris 13e.
Christopher Frank a aussi écrit un livre paru en 1989 aux éditions du Seuil, qui peut être considéré comme une forme d'autobiographie, livre intitulé Je ferai comme si je n'étais pas là par son éditeur.

## Biographie

### Origines
John Christopher Frank naît le 5 décembre 1942 à Beaconsfield en Angleterre.

### Mort
Christopher Frank meurt le 19 novembre 1993 dans le 13e arrondissement de Paris, d'une crise cardiaque.

## Publications
- Mortelle, éditions du Seuil, 1967.
- La Nuit américaine, éditions du Seuil, 1972.
- La Mort de lord Chatterley, L'Avant-Scène, 1974.
- Le Rêve du singe fou, 1976.
- Josepha, 1979.
- Le Chevalier et la Reine, 1981.
- L'Année des méduses, 1984.
- Je ferai comme si je n'étais pas là, 1989.

### Adaptations
Andrzej Żuławski adapte son roman La Nuit américaine sous le titre L'important c'est d'aimer en 1975.
Le Rêve du singe fou est adapté au cinéma par Fernando Trueba en 1989.
Christopher Frank adapte lui-même ses deux romans Josepha et L'Année des méduses.

## Filmographie

### Scénariste
- 1974 : Le Mouton enragé de Michel Deville
- 1975 : L'important c'est d'aimer d'Andrzej Zulawski
- 1977 : Les Passagers de Serge Leroy
- 1977 : Attention, les enfants regardent de Serge Leroy
- 1977 : L'Homme pressé d'Édouard Molinaro
- 1979 : La Dérobade de Daniel Duval
- 1979 : Clair de femme de Costa-Gavras
- 1980 : Trois Hommes à abattre de Jacques Deray
- 1981 : Eaux profondes de Michel Deville
- 1981 : Josepha de Christopher Frank
- 1981 : Pour la peau d'un flic d'Alain Delon
- 1981 : Une étrange affaire de Pierre Granier-Deferre
- 1983 : Le Battant d'Alain Delon
- 1983 : Femmes de personne de Christopher Frank
- 1983 : L'Année des méduses de Christopher Frank
- 1983 : L'Ami de Vincent de Pierre Granier-Deferre
- 1986 : Cours privé de Pierre Granier-Deferre
- 1987 : Malone, un tueur en enfer de Harley Cokeliss
- 1987 : Spirale de Christopher Frank
- 1992 : L'Atlantide de Bob Swaim
- 1993 : Elles n'oublient jamais de Christopher Frank
- 1993 : Le Fil de l'horizon de Fernando Lopes

### Dialoguiste
- 1980 : Trois Hommes à abattre de Jacques Deray
- 1981 : Pour la peau d'un flic de Alain Delon

### Réalisateur
À partir de 1981, Christopher Frank se consacre en outre à la réalisation
Cinéma
- 1982 : Josepha
- 1984 : Femmes de personne
- 1984 : L'Année des méduses
- 1987 : Spirale
- 1994 : Elles n'oublient jamais

Télévision
- 1989 : Adieu Christine
- 1990 : La Seconde et Julie de Carneilhan, d'après les romans de Colette
- 1992 : La Femme de l'amant

## Théâtre
Auteur
- 1971 : La Mort de Lady Chatterley, mise en scène Jacques Seiler, Théâtre du Vieux-Colombier
- 1977 : Adieu Supermac, mise en scène de l'auteur, Théâtre de Plaisance

## Récompenses
Son talent est reconnu par 2 nominations aux Césars du cinéma français :
- 1982 : César du meilleur scénario original ou adaptation pour le film Une étrange affaire
- 1983 : César de la meilleure première œuvre pour le film Josepha

Son talent d'écrivain fut également reconnu à deux reprises :
- 1967 : Prix Hermès de Littérature pour la nouvelle Mortelle
- 1972 : Prix Renaudot de Littérature pour le livre La Nuit américaine